# One O One
Pour plus de détails, voir Fiche technique et Distribution.
One O One est un long métrage français réalisé par Franck Guérin et sorti en salles en France le 27 juin 2012.

## Synopsis
Dans une mégapole asiatique, Abbas s'épuise à force de rechercher une enfant disparue des années plus tôt.
Hanté par les fantômes d'un monde malade, l'empreinte de ses amours perdues le conduit peu à peu à la folie...

## Fiche technique
- Titre original : One O One
- Titre internatinal : Secrets of the Village
- Musique originale : Sébastien Schuller, Richard Cousin, Ludovic Leleu et Franck Guérin.
- Image : Mathieu Pansard
- Montage : Mike Fromentin
- Scénario : Franck Guérin
- Production : Alterego Films en association avec Mathieu Pansard, Yann Peira et Franck Guérin.
- Distribué par Kanibal Films Distributions.
- Date de sortie :
  -  Taïwan 7 juillet 2011 au festival du film de Taipei
  -  France 27 juin 2012

## Distribution
- Yann Peira : Abbas
- Cassandre Manet : Leva
- Aleksandra Yermak : Clara
- Camille Guérin : Sveta
- Xian‐Han Wang : Lian

## Festivals
- Sélection officielle du Taipei Film Festival de juin 2011
- Sélection officielle Rencontres des cinémas d'Europe d'Aubenas 2012.
- Sélection officielle du Festival du film Francophone de Toronto "Cinéfranco" 2013.